# Ironclad

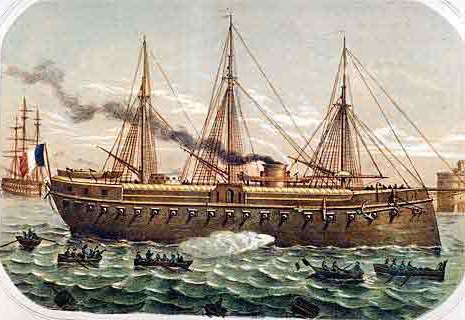
El vaixell cuirassat "La Gloire" en una pintura de 1860.

Un ironclad és un vaixell de guerra propulsat per vapor protegit per plaques de blindatge de ferro o acer, construït des de 1859, quan es va botar el vaixell francès La Gloire fins a principis de la dècada de 1890. Es va desenvolupar com a resultat de la batalla naval de Sinope de la Guerra de Crimea, que va evidenciar els efectes devastadors de les llavors modernes càrregues explosives dels projectils disparats en canons Paixans canons sobre els vaixells de fusta. Cap a finals de la dècada de 1890, el terme ironclad va deixar d'utilitzar-se i els nous vaixells es construïen cada cop més segons un patró estàndard i es designaven com a cuirassat o creuer cuirassat.